# СКА (Ростов-на-Дону)
СКА —  російський футбольний клуб з міста Ростов-на-Дону. Клуб має багату історію, включаючи друге місце в  чемпіонаті СРСР в 1966 і виграш  кубка СРСР в 1981. У сезоні 2006 грав у другому дивізіоні. У 2007-у став клубом першого дивізіону. У 2008-у провів найкращий сезон за останні 25 років, але через проблеми з фінансуванням був змушений знятися зі змагань та перейти у другий дивізіон, виступає в зоні «Південь».

## Історія
Клуб заснований 27 серпня 1937 під назвою РОБЧА СКВО (Ростовський окружний Будинок Червоної Армії Північно-Кавказького військового округу), з 1954 - ОБО (Окружний Будинок офіцерів), у період 1957-1959 носив ім'я СКВО. Цю назву часто асоціюють з назвою Північно-Кавказького Військового Округу, але правильне його розшифровка - Спортивний Клуб Військового Округу. Дану назву в той період мали всі окружні клуби міністерства оборони. З 1960 року має сучасну назву.
Згідно з версією офіційного сайту команди СКА, команда називалася ОБО (Окружний Будинок офіцерів) з 1946 року (у версії Вікіпедії вказано рік 1954).
До 1958 року команда грала в регіональних і міських змаганнях, багаторазово була чемпіоном Ростова та ПКВО. З 1958 року почала виступи в чемпіонаті СРСР, клас «Б». Перший сезон у компанії досить сильних клубів, СКА (тоді СКВО) провів на високому рівні, зайнявши перше місце і забивши найбільше голів. У турнірі за право виходу до вищої ліги армійці також були на висоті і завоювали путівку в еліту (клас «А»). Цікаво, що в цьому фінальному турнірі грали виключно армійські команди міст Свердловська, Одеси, Ростова, Севастополя ... Долю турніру вирішив гол, забитий запасним Ростовської команди Швецем у ворота СКВО-Свердловськ. Результат 1:1 вивів ростовчан в клас «А» за кращою різницею м'ячів, де вони протрималися до 1973 року, складаючи гідну конкуренцію іменитим суперникам.
Склад цієї чудової команди в той час:
Воротар - Віктор Кіктєв; захист: Микола Мінчін, Олексій Бочаров (капітан), В'ячеслав Гейзер; півзахист: Анатолій Чертков, Олексій Гущин, Тенгіз Норакідзе; напад: Анатолій Павлов, Євген Волченков, Валентин Єгоров, Юрій Мосалєв.
У свій перший сезон у вищій лізі, новачок, попри звання і титули сусідів по турнірній таблиці, забирався все вище і вище, претендуючи на призові місця. Свій перший матч у класі «А» зі «старшим братом» - грандом радянського футболу ЦСКА - ростовці виграли 2:0. Далі були перемога над «Зенітом», «Крилами Рад», нічия з «Динамо» (Тбілісі) і несподівана поразка від середнячка - «Молдови» (Кишинів). У цьому матчі отримав серйозну травму воротар В. Кіктєв. Новий воротар В. Скарлигін мав погану «звичку» випускати взятий м'яч. Це відразу відбилося на результатах і сезон СКА завершив на четвертому місці, що все ж було великим успіхом. На наступний рік армійці знову стали четвертими. У цей час у команді грали Віктор Понєдєльнік, Віктор Одинцов, Юрій Мосалєв. Успіх команди багато в чому визначав і тренер Петро Щербатенко, на зміну якому в 1962 році прийшов Віктор Маслов. Разом з новим тренером стала омолоджуватися і перебудовуватися вся команда. В 1963 році ростовчани знову зупиняються за крок від медалей, забивши при цьому найбільше м'ячів — 73.
В 1966 році червоно-сині завоювали свої перші медалі чемпіонату, срібні. Командою в той час керував Йожеф Беца, помічник Маслова, який пішов у київське Динамо ще в 1964-му. Потім настала серія невдалих сезонів, але команду почали супроводжувати успіхи в кубку, але лише до фінальної стадії. В 1969 році армійці вийшли у фінал  Кубка СРСР, але програли команді першої ліги — львівським «Карпатам». Наступного року знову фінал, нічия з московським «Спартаком» і програш у переграванні. Після цього команда дуже рідко стала входити навіть у першу десятку, а в 1973 року взагалі залишила вищу лігу.
Ростовський клуб стало лихоманити, він то виходив у вищу лігу, то знову вилітав з неї. В 1977 році тренувати команду прийшов Микола Самарін, перервавши чехарду змін тренерів (після 1966 року в команді майже кожен рік змінювався головний тренер). А привів ростовський клуб до виграшу Кубка СРСР у 1981 році колишній тренер московського «Спартака» Володимир Федотов. Вирішальний м'яч у тій пам'ятній грі проти «Спартака», очолюваного великим Костянтином Бєсковим, забив Сергій Андрєєв. На жаль, в той славетний для ростовського футболу рік СКА знову позбувся права грати у вищій лізі чемпіонату СРСР. Зате завдяки володінню кубком, армійці змогли виступити у розіграші Кубок кубків УЄФА, дійшовши до 1/8 фіналу, перемігши за сумою двох матчів турецький клуб «Анкарагюджю» (5:0) і поступившись німецькому «Айнтрахту» з Франкфурта за сумою двох матчів 1:2 ( 1:0 вдома і 0:2 на виїзді). Ненадовго повернувшись до вищої ліги, СКА знову показував нестабільний футбол (проте 10 червня 1984 року отримав одну з найпам'ятніших перемог — у Москві з рахунком 6:1 був переможений «Спартак»). 1985 рік став останнім сезоном в еліті, а незабаром, у 1989 році СКА взагалі опустився до другої ліги в результаті змови «Ростсільмашу» і краснодарської «Кубані».
В чемпіонатах Росії максимальне місце, яке займав СКА — тринадцяте в першому дивізіоні (2008).
У кінці 2005 року головним тренером команди став один з найбільш прославлених гравців — Сергій Андрєєв. Президент клубу Іван Саввіді поставив перед командою завдання в 2006 році — вийти в перший дивізіон. Однак 31 серпня 2006 року Андрєєв був несподівано відправлений у відставку, новим головним тренером став Віктор Бондаренко. Як причину відставки Саввіді назвав «відсутність командного бойового духу і психологічної гармонії між гравцями та тренерським складом». 17 жовтня Саввіді оголосив про припинення фінансування клубу, мотивувавши це тим, що армійське керівництво не погодило з ним надання стадіону для ігор другої ростовської команди, ФК «Ростов». При цьому, треба відзначити, що депутат Державної думи Іван Саввіді, що очолював раніше ФК «Ростов», фактично приватизував на свою користь два найбільші в Ростові стадіони. Сезон 2006 року ростовська команда завершила на 2 місці. У зв'язку з тим, що ряд клубів Першого дивізіону не пройшли атестацію ПФЛ, у січні 2007 року ростовський СКА був включений в число учасників цього дивізіону. У сезоні 2007 СКА ледве зберіг місце в Першому дивізіоні, зайнявши 17 місце і забивши необхідний для цього переможний гол за кілька хвилин до закінчення гри останнього туру з курським «Авангардом» (рахунок 3:2). В наступному році СКА виступив успішніше й домігся найкращого результату в російській історії клубу, зайнявши 13 місце. Цей сезон був також відзначений гострим протистоянням СКА та «Ростова», які вперше після розпаду СРСР грали в одному дивізіоні. Попри це, СКА після закінчення сезону через важке фінансове становище був змушений відмовитися від місця у першому дивізіоні і перейти у другий.

## Досягнення
- Срібний призер чемпіонату СРСР: 1966
- Володар Кубка СРСР: 1981
- Фіналіст Кубка СРСР: 1969, 1971

## Статистика виступів

### У чемпіонатах СРСР
| Сезон | Ліга                                            | Місце | Примітки                      |
| ----- | ----------------------------------------------- | ----- | ----------------------------- |
| 1946  | Третя група СРСР, РРФСР, Північнокавказька зона | 4     |                               |
| 1958  | Клас «Б» СРСР, зона 4                           | 1     |                               |
| 1958  | Клас «Б» СРСР, Фінал Тбілісі                    | 1     | Перехід в Клас «А» СРСР       |
| 1959  | Клас «А» СРСР                                   | 4     |                               |
| 1960  | Клас «А» СРСР, 1-6 місця                        | 4     |                               |
| 1961  | Клас «А» СРСР, 1-10 місця                       | 9     |                               |
| 1962  | Клас «А» СРСР, 1-12 місця                       | 9     |                               |
| 1963  | Перша група «А» СРСР                            | 4     |                               |
| 1964  | Перша група «А» СРСР                            | 4     |                               |
| 1965  | Перша група «А» СРСР                            | 7     |                               |
| 1966  | Перша група «А» СРСР                            | 2     |                               |
| 1967  | Перша група «А» СРСР                            | 10    |                               |
| 1968  | Перша група «А» СРСР                            | 12    |                               |
| 1969  | Перша група «А» СРСР, 1-14 місця                | 12    |                               |
| 1970  | Вища група «А» СРСР                             | 8     |                               |
| 1971  | Вища ліга СРСР                                  | 14    |                               |
| 1972  | Вища ліга СРСР                                  | 12    |                               |
| 1973  | Вища ліга СРСР                                  | 16    | Виліт в першу лігу СРСР       |
| 1974  | Перша ліга СРСР                                 | 2     | Перехід у вищу лігу СРСР      |
| 1975  | Вища ліга СРСР                                  | 16    | Виліт в першу лігу СРСР       |
| 1976  | Перша ліга СРСР                                 | 12    |                               |
| 1977  | Перша ліга СРСР                                 | 10    |                               |
| 1978  | Перша ліга СРСР                                 | 2     | Перехід у вищу лігу СРСР      |
| 1979  | Вища ліга СРСР                                  | 15    |                               |
| 1980  | Вища ліга СРСР                                  | 9     |                               |
| 1981  | Вища ліга СРСР                                  | 16    | Виліт в першу лігу СРСР       |
| 1982  | Перша ліга СРСР                                 | 11    |                               |
| 1983  | Перша ліга СРСР                                 | 2     | Перехід у вищу лігу СРСР      |
| 1984  | Вища ліга СРСР                                  | 14    |                               |
| 1985  | Вища ліга СРСР                                  | 18    | Виліт в першу лігу СРСР       |
| 1986  | Перша ліга СРСР                                 | 15    |                               |
| 1987  | Перша ліга СРСР                                 | 11    |                               |
| 1988  | Перша ліга СРСР                                 | 9     |                               |
| 1989  | Перша ліга СРСР                                 | 20    | Виліт до другої ліги СРСР     |
| 1990  | Друга ліга СРСР, зона «Центр»                   | 20    | Виліт в другу нижчу лігу СРСР |
| 1991  | Друга нижча ліга СРСР, зона 4                   | 10    |                               |

### У кубках СРСР
| Сезон   | Стадія   | Примітки                  |
| ------- | -------- | ------------------------- |
| 1958    | 1/16     | Кубок СРСР, Переможці зон |
| 1959/60 | 1/8      | Кубок СРСР, Фінал         |
| 1961    | 1/4      | Кубок СРСР, Фінал         |
| 1962    | 1/4      | Кубок СРСР, Фінал         |
| 1963    | 1/16     | Кубок СРСР, Фінал         |
| 1964    | 1/8      | Кубок СРСР, Фінал         |
| 1965    | 1/16     | Кубок СРСР, Фінал         |
| 1965/66 | 1/16     | Кубок СРСР, Фінал         |
| 1966/67 | 1/16     | Кубок СРСР, Фінал         |
| 1967/68 | 1/16     | Кубок СРСР, Фінал         |
| 1968/69 | Фіналіст | Кубок СРСР, Фінал         |
| 1970    | 1/16     | Кубок СРСР, Фінал         |
| 1971    | Фіналіст | Кубок СРСР                |
| 1972    | 1/4      | Кубок СРСР                |
| 1973    | 1/16     | Кубок СРСР                |
| 1974    | 1/8      | Кубок СРСР                |
| 1975    | 1/16     | Кубок СРСР                |
| 1976    | 1/16     | Кубок СРСР                |
| 1978    | 1/16     | Кубок СРСР                |
| 1979    | 3        | Кубок СРСР, зона 1        |
| 1980    | 1/8      | Кубок СРСР, Фінал         |
| 1981    | Володар  | Кубок СРСР, Фінал         |
| 1982    | 1/8      | Кубок СРСР, Фінал         |
| 1983    | 1/8      | Кубок СРСР, Фінал         |
| 1984    | 1/8      | Кубок СРСР, Фінал         |
| 1984/85 | 1/16     | Кубок СРСР                |
| 1985/86 | 1/16     | Кубок СРСР                |
| 1986/87 | 1/32     | Кубок СРСР                |
| 1987/88 | 1/32     | Кубок СРСР                |
| 1988/89 | 1/64     | Кубок СРСР                |
| 1989/90 | 1/64     | Кубок СРСР                |
| 1990/91 | 1/16     | Кубок СРСР                |

### У чемпіонатах Росії
| Сезон | Ліга                            | Місце | Примітки                                          |
| ----- | ------------------------------- | ----- | ------------------------------------------------- |
| 1992  | Друга ліга, зона 2              | 3     |                                                   |
| 1993  | Друга ліга, зона 2              | 12    | Виліт в Третю лігу                                |
| 1994  | Третя ліга, зона 2              | 2     | Вихід в Другу лігу                                |
| 1995  | Друга ліга, «Захід»             | 17    |                                                   |
| 1996  | Друга ліга, «Захід»             | 9     |                                                   |
| 1997  | Друга ліга, «Захід»             | 18    | Виключення з ПФЛ                                  |
| 1998  | КФК Росії, Південь              | 1     |                                                   |
| 1998  | КФК Росії, Фінал, Фінал         | 1     | Вихід в Другий дивізіон                           |
| 1999  | Другий дивізіон, зона «Південь» | 2     |                                                   |
| 2000  | Другий дивізіон, зона «Південь» | 2     |                                                   |
| 2001  | Другий дивізіон, зона «Південь» | 1     |                                                   |
| 2001  | Другий дивізіон, Фінал          | 1     | Вихід в Перший дивізіон                           |
| 2002  | Перший дивізіон                 | 17    | Виліт у Другий дивізіон                           |
| 2003  | Другий дивізіон, зона «Південь» | 5     |                                                   |
| 2004  | Другий дивізіон, зона «Південь» | 13    |                                                   |
| 2005  | Другий дивізіон, зона «Південь» | 11    |                                                   |
| 2006  | Другий дивізіон, зона «Південь» | 2     | Вихід в Перший дивізіон                           |
| 2007  | Перший дивізіон                 | 17    |                                                   |
| 2008  | Перший дивізіон                 | 13    | Виліт у Другий дивізіон. Проблеми з фінансуванням |
| 2009  | Другий дивізіон, зона «Південь» | 12    |                                                   |
| 2010  | Другий дивізіон, зона «Південь» |       |                                                   |

### У кубках Росії
| Сезон   | Стадія |
| ------- | ------ |
| 1992/93 | 1/64   |
| 1993/94 | 1/128  |
| 1994/95 | 1/256  |
| 1995/96 | 1/256  |
| 1996/97 | 1/256  |
| 1997/98 | 1/32   |
| 1999/00 | 1/128  |
| 2000/01 | 1/64   |
| 2001/02 | 1/64   |
| 2002/03 | 1/32   |
| 2003/04 | 1/256  |
| 2004/05 | 1/512  |
| 2005/06 | 1/128  |
| 2006/07 | 1/256  |
| 2007/08 | 1/16   |
| 2008/09 | 1/8    |
| 2009/10 | 1/128  |
| 2010/11 | 1/128  |

## Відомі гравці
- / Віктор Понєдєльнік
- / Валерій Газзаєв
- / Олександр Заваров
- / Ігор Гамула